# Flirtea altagraciensis
Flirtea altagraciensis is een hooiwagen uit de familie Cosmetidae.